# Łowiczki Pańskie
Łowiczki Pańskie – przysiółek wsi Przeciszów w Polsce, położony w województwie małopolskim, w powiecie oświęcimskim, w gminie Przeciszów. 
W latach 1975–1998 przysiółek położony był w województwie bielskim.